# Campeonato Cearense 2007
In 2007 werd het 93ste Campeonato Cearense gespeeld voor voetbalclubs uit de Braziliaanse staat Ceará. De competitie werd georganiseerd door de FCF en werd gespeeld van 13 januari tot 6 mei. Fortaleza werd kampioen.

## Eerste fase
| Plaats | Club                | Wed. | W  | G | V  | Saldo | Ptn. |
| ------ | ------------------- | ---- | -- | - | -- | ----- | ---- |
| 1.     | Fortaleza           | 18   | 12 | 2 | 4  | 40:22 | 38   |
| 2.     | Icasa               | 18   | 11 | 4 | 3  | 44:25 | 37   |
| 3.     | Ceará               | 18   | 11 | 3 | 4  | 35:24 | 36   |
| 4.     | Itapipoca           | 18   | 10 | 3 | 5  | 37:29 | 33   |
| 5.     | Ferroviário         | 18   | 6  | 5 | 7  | 29:31 | 23   |
| 6.     | Quixadá             | 18   | 6  | 4 | 8  | 30:37 | 22   |
| 7.     | Guarani de Juazeiro | 18   | 4  | 7 | 7  | 22:31 | 19   |
| 8.     | Uniclinic           | 18   | 4  | 4 | 10 | 20:34 | 16   |
| 9.     | Maranguape          | 18   | 3  | 5 | 10 | 29:37 | 14   |
| 10.    | Itapajé             | 18   | 1  | 7 | 10 | 25:41 | 10   |

|  | Geplaatst voor tweede fase |
|  | Degradatie                 |

## Tweede fase
In geval van gelijkspel of als beide clubs een wedstrijd wonnen werd er een verlenging gespeeld, tussen haakjes weergegeven. Als er dan nog geen winnaar was ging de club door met het beste resultaat in de competitie.
|  | Halve finale | Halve finale | Halve finale |   |       | Finale | Finale | Finale |
|  |              |              |              |   |       |        |        |        |
|  | Ceará        | 2            | 1            |   |       |        |        |        |
|  | Icasa        | 3            | 1            |   |       |        |        |        |
|  | Icasa        | 3            | 1            |   | Icasa | 2      | 0      |        |
|  |              |              |              |   | Icasa | 2      | 0      |        |
|  |              | Fortaleza    | 2            | 1 |       |        |        |        |
|  | Fortaleza    | Fortaleza    | 2            | 1 | 0     | 0 (1)  |        |        |
|  | Fortaleza    |              |              |   | 0     | 0 (1)  |        |        |
|  | Itapipoca    | 0            | 0 (0)        |   |       |        |        |        |

### Kampioen
| Campeonato Cearense de 2007    |
| Ceará                          |
| ------------------------------ |
| FORTALEZA Kampioen (36° titel) |